# Phazaca erosioides
Phazaca erosioides är en fjärilsart som beskrevs av Walker 1863. Phazaca erosioides ingår i släktet Phazaca och familjen Uraniidae. Inga underarter finns listade i Catalogue of Life.